# Franz Bögler
Franz Bögler (* 4. Dezember 1902 in Speyer; † 4. Juli 1976 ebenda) war ein deutscher Politiker (SPD).

## Leben und Beruf
Nach dem Abschluss der Mittelschule absolvierte Bögler eine Verwaltungslehre in Metz und war anschließend bis 1933 Angestellter bei der Stadtverwaltung Speyer. 1933 wurde er von den Nationalsozialisten in „Schutzhaft“ genommen und lebte anschließend im europäischen Ausland. Von 1940 bis 1943 war er inhaftiert, bis ihm die Flucht in die Schweiz gelang. 1946 kehrte er in die Pfalz zurück und wurde in den 1950er Jahren bei den Pfalzwerken in Ludwigshafen am Rhein Aufsichtsratsvorsitzender.

## Politik
Bögler trat 1921 der SPD bei und wurde 1927 in den Stadtrat von Speyer gewählt, in dem er SPD-Fraktionsvorsitzender wurde. 1929 wurde er Bezirkssekretär der pfälzischen SPD. Bis 1933 war er Abgeordneter im Bayerischen Landtag. Während der Emigration war er Grenzsekretär der Sopade und später des Demokratischen Deutschlands in der Schweiz. Im Jahr 1946 wurde er zum Vorsitzenden der SPD Pfalz gewählt, die er bis 1962 führte. Von 1946 bis 1948 war er Stadtverordneter in Speyer. 1947 wurde er zum Oberregierungspräsidenten des Regierungsbezirkes Pfalz ernannt. Diese Funktion übte er bis zu seiner Versetzung in den Wartestand 1949 aus.
Bögler war Mitglied und Vizepräsident der Beratenden Landesversammlung von Rheinland-Pfalz und gehörte anschließend bis 1963 den ersten vier Landtagen von Rheinland-Pfalz an. 1947 und 1951–1961 war er Landtagsvizepräsident. Darüber hinaus war er ab 1950 der erste Vorsitzende des pfälzischen Bezirkstags. Der Landtag wählte ihn zum Mitglied der Bundesversammlungen 1949, 1954 und 1959.
Im Jahr 1953 wurde seine Immunität aufgehoben, weil die Staatsanwaltschaft gegen Bögler ermittelte. Ihm wurde vorgeworfen, zwei FDP-Abgeordneten einen Arbeitsplatz bei den Pfalzwerken versprochen zu haben, damit sie bei der Wahl zum Bezirkstagsvorsitzenden für ihn stimmten. Die Ermittlungen wegen aktiver und passiver Wahlbestechung wurden eingestellt.
Bei der Wahl 1960 ließ er sich von zwei Abgeordneten der Deutschen Reichspartei wählen, woraufhin ihm CDU und FDP das Misstrauen im Landtag aussprachen. Bögler stimmte dem Kompromiss des SPD-Bundesvorstands zu, als Landtagsvizepräsident zurückzutreten und Bezirkstagsvorsitzender zu bleiben. Die Landtagsfraktionen von CDU und FDP verabschiedeten trotzdem ein Gesetz, das Bögler auf „ausschließlich parlamentarische Funktionen“ beschränkt hätte. Diese „Lex Bögler“ wurde jedoch vom Verfassungsgerichtshof Rheinland-Pfalz für verfassungswidrig erklärt.
1962 beteiligte Bögler sich gemeinsam mit Walter Müller an einer Versammlung zur Gründung einer Unabhängigen SPD in der Pfalz. Im Anschluss distanzierte er sich davon, wurde aber trotzdem – wie auch Müller – von der SPD wegen parteischädigenden Verhaltens ausgeschlossen.